# Anacolus sanguineus
Anacolus sanguineus là một loài bọ cánh cứng trong họ Cerambycidae.